# Peponocyathus minimus
Peponocyathus minimus är en korallart som först beskrevs av Yoshitaka Yabe och Katsuyuki Eguchi 1937.  Peponocyathus minimus ingår i släktet Peponocyathus och familjen Turbinoliidae. Inga underarter finns listade i Catalogue of Life.